# Эпштейн, Лазарь
Лазарь Эпштейн (лит. Lazaris Epšteinas; 15 марта 1866, Лида — 1944, район Паняряй в Вильнюсе) — литовский общественный и политический деятель, врач.

## Биография
В 1886 году окончил Екатеринославскую гимназию. До 1914 года изучал медицину в университетах Боннском и Страсбургском университетах. В 1917 году получил степень доктора медицины в Тартуском университете.
В 1921 года врач Литовского представительства в Москве. В 1921—1923 года врач Литовского Департамента здравоохранения. В 1922—1925 годах член Шяуляйского городского совета. В 1925—1927 годах член Каунасского муниципального совета. С 1925 года школьный врач Каунасского городского управления. В 1925 году создан Центр охраны здоровья в школах.

### Политический деятель
В 1925 и 1931 был избран членом ЦК социал-демократической партии Литвы. В 1926 году избран депутатом Литовского сейма III созыва. Сотрудничал с еврейской депутатской группой в Сейме. С 19 сентября по 20 октября 1926 году принял участие в Балтийской социал-демокартической конференции в Риге. 18 — 19 декабря 1927 году принял участие в конференции социал-демократических партий Восточной Европы.  25 июля — 30 июля 1931 года участвовал в работе Конгресса Социалистического рабочего интернационала по международному разоружения.

### Во время Второй мировой войны
Известно, что доктор Лазарь Эпштейн работал врачом в Вильнюсском гетто. Большое внимание он уделял санитарному просвещению, в частности, с этой целью осенью 1941 года был проведён «открытый суд над вшами», на котором Эпштейн играл роль прокурора. Эпидемии сыпного тифа удалось избежать. Лазарь Эпштейн вёл дневник, уделяя в нём особое внимание проблемам санитарии и борьбы с инфекционными болезнями  в гетто.
Обстоятельства гибели доктора Лазаря Эпштейна неизвестны.